# Irving Brecher
Irving Brecher (* 17. Januar 1914 in New York City; † 17. November 2008 in Los Angeles) war ein US-amerikanischer Drehbuchautor.

## Leben
Brecher, der im Stadtteil Bronx geboren wurde, schrieb schon als Teenager Witze unter anderem für Ed Sullivan. Mit 19 arbeitete er als Gagautor für den Komiker Milton Berle, später auch für Jackie Gleason und George Burns. Nachdem er nach Hollywood gezogen war, arbeitete er zunächst als einer der zahllosen ungenannten Autoren an Der Zauberer von Oz. Während der Dreharbeiten lernte er Groucho Marx kennen.  Anschließend schrieb er die Drehbücher zu zwei Filmen der Marx Brothers, At the Circus (1939) und Go West (1940). Das Drehbuch von At the Circus enthält mit „Achoo!“ das einzige Wort, welches je von Harpo Marx in einem ihrer gemeinsamen Filme gesagt wurde. Im folgenden Jahr schrieb er eine der Fortsetzungen von Der dünne Mann, Der Schatten des dünnen Mannes sowie Du Barry Was a Lady mit Lucille Ball und Gene Kelly in den Hauptrollen. Sein und Fred F. Finklehoffes Drehbuch für Meet Me in St. Louis mit Judy Garland in der Hauptrolle war 1945 für den Oscar nominiert.
Die von Brecher konzipierte Radioserie The Life of Riley wurde später in einen Spielfilm und eine Fernsehserie adaptiert und war 1949 die erste Sitcom des US-amerikanischen Fernsehens.
Brecher war zweimal verheiratet, nach dem Tod seiner ersten Frau 1981, heiratete er 1983 erneut.

## Filmografie (Auswahl)
Drehbuch
- 1938: Madame haben geläutet? (Fools for Scandal)
- 1939: Die Marx Brothers im Zirkus (At the Circus)
- 1940: Go West
- 1941: Der Schatten des dünnen Mannes (Shadow of the thin Man)
- 1942: Schiff ahoi! (Ship Ahoy)
- 1944: Heimweh nach St. Louis (Meet Me in St. Louis)
- 1944: Broadway Melodie 1950 (Ziegfeld Follies)
- 1945: Yolanda und der Dieb (Yolanda and the Thief)
- 1949: The Life of Riley (TV-Serie)
- 1960: Ein Haus in Yokoshimi (Cry for Happy)
- 1963: Bye Bye Birdie

Regie
- 1961: Ganoven gehen an Bord (Sail a crooked Ship)

## Auszeichnungen
- 1945: Oscar-Nominierung für Heimweh nach St. Louis